# 申不害
申 不害（しん ふがい、? - 紀元前337年）は、中国戦国時代の韓の政治家。鄭の人。韓の昭侯の宰相となって富国強兵に努め国勢を強めた。韓は戦国七雄の中で最弱であり、絶えず近隣の魏と秦の圧迫に苦しんだが、彼が宰相の間は侵略をうけることはなかった。彼の思想には黄老思想の影響があったとされており、君主が自身の権力意志を知られないように”無為”の姿勢で独裁を行う”術”を説いたとされる。それは後に韓非の法家思想に影響を与えたとされる。著書に『申子』二編があったとされるが佚書である。